# Землетрясение в Папуа — Новой Гвинее (2022)
11 сентября 2022 года в 9:46 по местному времени в Папуа — Новой Гвинее произошло землетрясение магнитудой 7,6 или 7,7. Геологическая служба США (USGS) сообщила о возможных жертвах и повреждениях. Была объявлена угроза цунами.

## Тектоническая обстановка
Землетрясение произошло в тектонически сложном регионе, где Австралийская плита движется в направлении восток-северо-восток относительно Тихоокеанской плиты. Она движется со скоростью около 100 мм (3,9 ″) /год. Землетрясения в этом географическом регионе обычно связаны с крупномасштабным сближением этих двух основных плит и сложным взаимодействием нескольких связанных микроплит, в первую очередь плиты Южного Бисмарка, микроплиты Соломонова моря и плиты Вудларк.

## Землетрясение
Сила землетрясения составила 7,6 по моментной магнитуде W-фазы (M) масштаб на глубине 90,0 км (55,9 mi) Геологической службой США. Между тем, GEOSCOPE измерил его моментной звездной величиной 7,7 (M) на глубине 39 км (24 mi). Это было результатом нормального разлома на средней глубине либо по плоскости запад-северо-запад-восток-юго-восток простирания и пологой плоскости падения север-северо-восток, либо по плоскости восточного простирания и крутого южного падения. Геологическая служба США заявила, что нормальные события разломов такого размера обычно составляют около 75 км (47 mi) х 30 км (19 mi) по размеру (длина х ширина). Эти события, рассматриваемые как землетрясения средней глубины, представляют собой деформацию внутри погружающихся плит, а не на границе мелкой плиты между погружающимися и перекрывающими тектоническими плитами. Обычно они наносят меньший ущерб поверхности земли над своими очагами, чем в случае землетрясений аналогичной магнитуды с неглубоким очагом, но сильные землетрясения средней глубины могут ощущаться на больших расстояниях от их эпицентров. Глубокие землетрясения с глубиной очага более 300 км также происходят под Папуа-Новой Гвинеей и морем Бисмарка на северо-востоке.

## Ущерб
Пока[уточнить] неясно, каковы масштабы ущерба — о жертвах или воздействии на сельские районы не сообщалось. Сообщалось о повреждениях нескольких зданий недалеко от Маданга. Жители города сообщили об «очень сильной тряске». Ущерб состоял из трещин на дорогах, поврежденных зданий и автомобилей, а также предметов, упавших с полок супермаркетов. Сообщалось о сломанных трубопроводах и падающих обломках в Кайнанту, городе с населением 10 000 человек. Возможно, пострадал и горный район, где разбросаны деревни с десятками тысяч жителей. В городе Горока на здании университета образовались большие трещины и были повреждены окна.

## Реакция
В 23:55 UTC Тихоокеанский центр предупреждения о цунами выпустил сообщение об угрозе цунами, предупреждающее о возможности возникновения опасных волн цунами вдоль побережья Папуа-Новой Гвинеи и Индонезии в пределах 1,000 км (0,621 mi) от эпицентра. В 00:25 UTC PTWC объявил, что угроза цунами миновала. Однако в нём отмечается, что возможны «незначительные колебания уровня моря в некоторых прибрежных районах».
Геологическая служба США подсчитала, что «возможны некоторые жертвы и ущерб, и воздействие должно быть относительно локализованным», информация была опубликована службой PAGER.